# Autostrada A72 (Franța)
Autostrada A72 este o autostradă franceză care leagă A89, în zona localității Nervieux (la jumătatea distanței dintre Roanne și Montbrison), de Saint-Étienne, în departamentul Loire.
La început, A72 lega Clermont-Ferrand de Saint-Étienne, până în 2006, când partea dintre Clermont-Ferrand și Nervieux a fost renumerotată A89. Aceasta continuă dincolo de Nervieux spre est, în direcția Lyonului. Înainte de 2006, A72 făcea parte din E70 între Clermont-Ferrand și Nervieux.

## Caracteristici
Aceasta este concesionată companiei Autoroutes du Sud de la France (ASF), făcând parte din zona Centre. Radio Vinci Autoroutes este disponibil pe A72 la frecvența 107.7 FM.

## Istorie
Prima secțiune a autostrăzii A72 a fost dată în folosință în 1975, prin clasificarea în rețeaua de autostrăzi (sub numerotarea B47 la acea vreme) a tronsonului dintre La Terrasse (ieșirea 12) și Méons (ieșirea 15), urmată de deschiderea tronsonului dintre Andrézieux-Bouthéon (ieșirea 8b) și Ratarieux (ieșirea 10).
Pe partea departamentului Puy-de-Dôme, o secțiune a autostrăzii B71, construită de DDE du Puy-de-Dôme, a fost deschisă în martie 1977 între Thiers-Ouest (ieșirea 2, actualmente 29) și un capăt provizoriu care ieșea pe RN 89 la Chabreloche. Această secțiune a fost prelungită spre vest, către Lussat, la 24 octombrie 1978. Ultima secțiune a fost inaugurată de Președintele Republicii, Valéry Giscard d'Estaing.
Aceste două secțiuni au fost renumerotate A72 în 1982.
O altă secțiune a fost deschisă între Ratarieux și La Terrasse în 1983.
Autostrada a ajuns în câmpia Forez în 1984 și 1985, odată cu deschiderea completă a legăturii dintre Clermont-Ferrand și Saint-Étienne.
În 2006, autostrada A72 a fost redenumită A89 pe tronsonul dintre Clermont-Ferrand și Nervieux.

## Traseu
| De la A89 până la ieșirile 8a și 8b; secțiune cu taxă în sistem închis, concesionată companiei ASF.    | |         |
| Intersecție                                                                                            | Nod rutier între A89 și A72: Clermont-Ferrand, Thiers; Roanne, Balbigny.                                                       | A89 E70 |
| A72 | |         |
| 6 - Feurs                                                                                              | Orașe deservite: Boën-sur-Lignon, Feurs.                                                                                       | RD1089  |
| | Zonă de servicii: La Plaine du Forez (în ambele sensuri).                                                                      |         |
| 7 - Montbrison - Montrond                                                                              | Orașe deservite: Montbrison, Montrond-les-Bains.                                                                               | RD496   |
| | Zone de odihnă: Chante Perdrix (sens Clermont-Ferrand > Saint-Étienne); Les Chaninats (sens Saint-Étienne > Clermont-Ferrand). |         |
| | Punctul de taxare Veauchette.                                                                                                  |         |
| | Pod peste Loire. |         |
| 8 - Andrézieux-Bouthéon nord                                                                           | Orașe deservite: Veauche, Andrézieux-Bouthéon (nod rutier parțial).                                                            | M12     |
| De la ieșirile 8a și 8b până la RN88; secțiune gratuită, neconcesionată, gestionată de DIR Centre-Est. | |         |
| 8a - Andrézieux-Bouthéon sud                                                                           | Orașe deservite: Thiers, Roanne, Montrond-les-Bains, Veauche (nod rutier parțial).                                             | M1982   |
| 8b - Andrézieux-Bouthéon sud                                                                           | Oraș deservit: Andrézieux-Bouthéon (nod rutier parțial).                                                                       | M1982   |
| 9 - La Fouillouse                                                                                      | Orașe deservite: Saint-Just-Saint-Rambert, La Fouillouse, Aeroportul Saint-Étienne – Bouthéon, Z.I. Sud, Z.I. La Plaine.       | M1082   |
| 9a - La Fouillouse                                                                                     | Oraș deservit: Saint-Galmier (nod rutier parțial).                                                                             | M498    |
| 9b - La Fouillouse                                                                                     | Orașe deservite: Montbrison, Saint-Just-Saint-Rambert (nod rutier parțial).                                                    | RD100   |
| 10 - Ratarieux                                                                                         | Orașe deservite: Annonay, Le Puy-en-Velay, Firminy, La Fouillouse, Saint-Étienne-Bellevue, Villars.                            | M201    |
| 11 - La Terrasse                                                                                       | Orașe deservite: Saint-Étienne-centru, Saint-Priest-en-Jarez, Villars, Saint-Étienne-La Terrasse (nod rutier parțial).         |         |
| | Tunelul La Terrasse. |         |
| | Limitare la 70 km/h (sens Saint-Étienne > Clermont-Ferrand).                                                                   |         |
| 12 - Boulevard Thiers                                                                                  | Orașe deservite: L'Étrat, Villars, Saint-Priest-en-Jarez, Saint-Étienne-La Terrasse, Boulevard Thiers.                         |         |
| 13 - Montreynaud                                                                                       | Orașe deservite: Saint-Étienne-Montreynaud, Technopôle.                                                                        |         |
| 14 - La Talaudière                                                                                     | Orașe deservite: La Talaudière, Z.I. Moulina nord, Stadionul Geoffroy Guichard.                                                | M3      |
| 15 - Meons                                                                                             | Orașe deservite: Sorbiers, Saint-Étienne-Meons, Z.I. Moulina sud, Z.I. Verpilleux (nod rutier parțial).                        |         |
| 16 - Saint-Jean-Bonnefonds                                                                             | Orașe deservite: Saint-Jean-Bonnefonds, Saint-Étienne-Monthieu, Saint-Étienne-Terrenoire (nod rutier parțial).                 |         |
| Intersecție                                                                                            | Nod rutier între RN488 și A72: Lyon, Saint-Chamond (nod rutier parțial).                                                       | RN488   |
| Saint-Étienne-Monthieu                                                                                 | Orașe deservite: Saint-Jean-Bonnefonds, Saint-Étienne-Monthieu (nod rutier parțial).                                           | RN488   |
| Intersecție                                                                                            | Nod rutier între RN88 și A72: Le Puy-en-Velay, Annonay, Firminy, Saint-Étienne-Bellevue.                                       | RN88    |
| A72 | |         |